# Ławka strzelecka

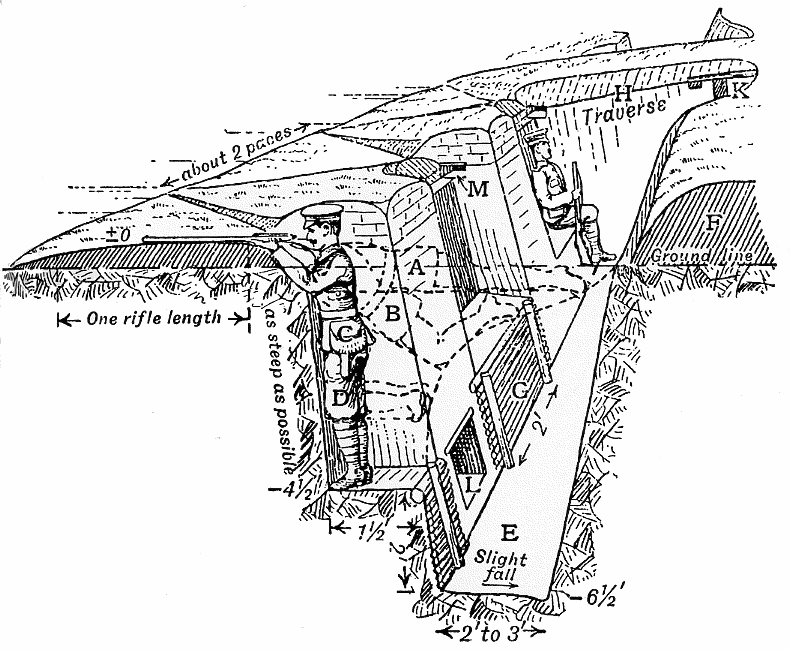
Żołnierz stojący na ławce strzeleckiej na schemacie okopu z 1914 r.

Ławka strzelecka – umocniony (drewnem, murem, faszyną itp.) stopień w okopie bądź wale fortu, umożliwiający strzelanie z broni ręcznej ponad przedpiersiem lub przez strzelnice w przedpiersiu.

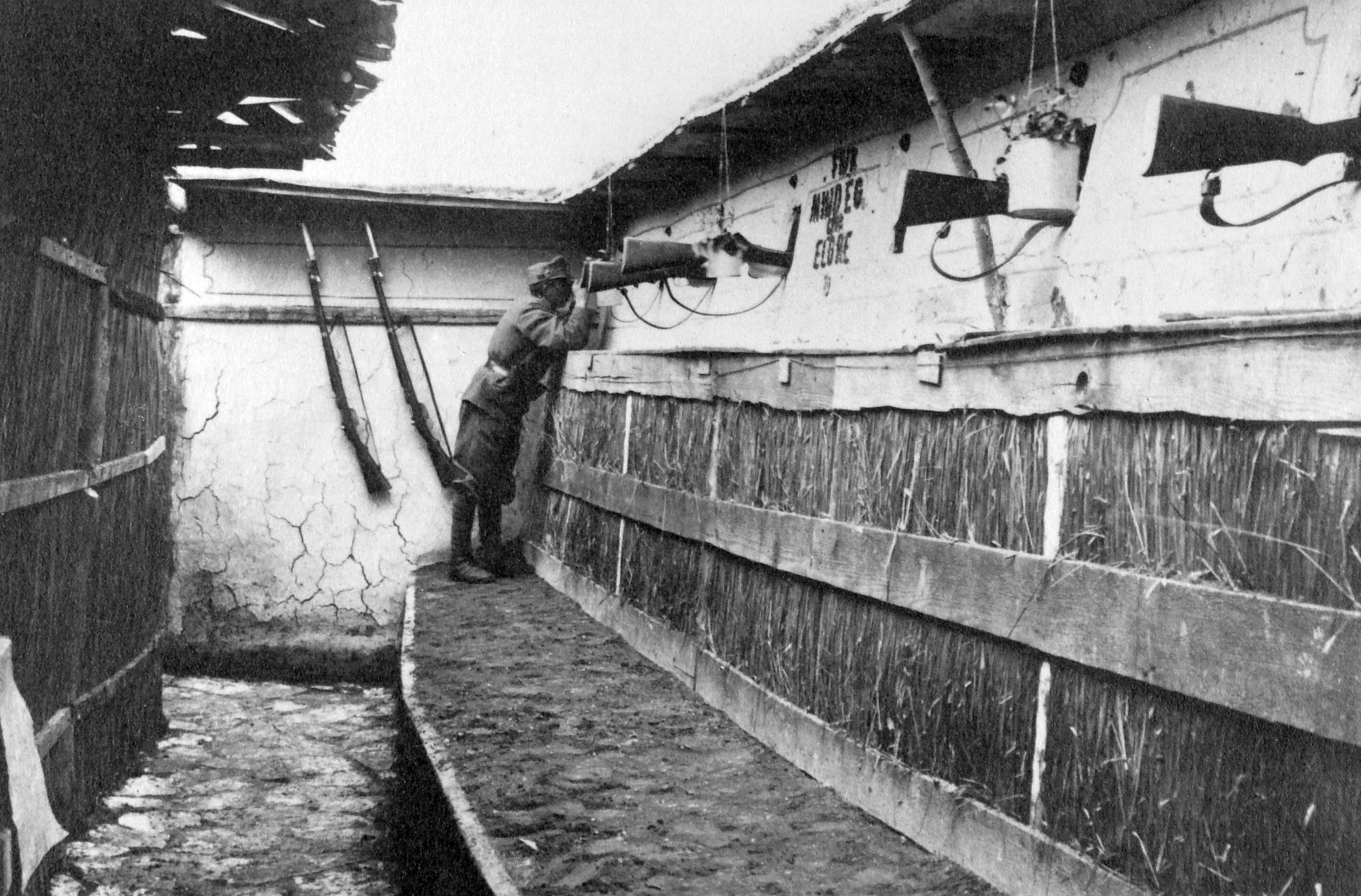
Żołnierz stojący na ławce strzeleckiej. 1916 r.
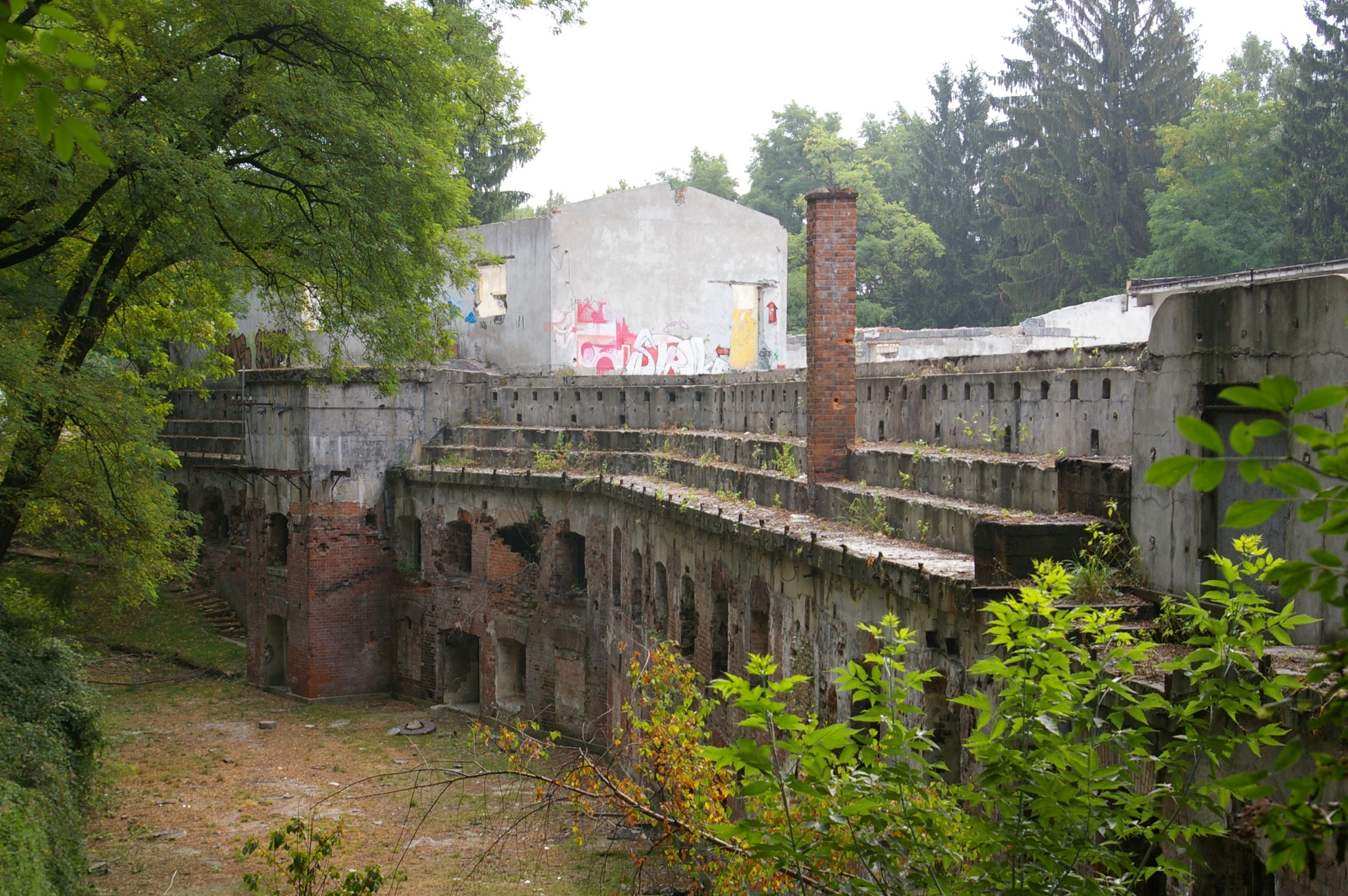
Wał strzelecki na dachu koszar szyjowych fortu „Łapianka”: widoczne dwa stopnie ławki strzeleckiej, podłokietnik i nisze na amunicję podręczną